# Нюхалов, Сергей Владимирович
Серге́й Влади́мирович Нюха́лов (30 мая 1986, Москва, СССР) — российский футболист, защитник.

## Карьера
Воспитанник СДЮШОР «Спартак-2» (Москва). Профессиональную карьеру начал в 2004 году в «Спортакадемклубе», в составе которого выиграл первенство Второго дивизиона в зоне «Запад» в 2007 году. В 2008 году пополнил ряды ивановского «Текстильщика». В 2009 году подписал контракт с «Читой». В 2010 году играл в чемпионате Казахстана за «Акжайык». В 2011 году являлся игроком «Истры».

## Достижения
- Победитель зоны «Запад» Второго дивизиона: 2007